# Eugnathogobius illotus
Eugnathogobius illotus är en fiskart som först beskrevs av Larson, 1999.  Eugnathogobius illotus ingår i släktet Eugnathogobius och familjen smörbultsfiskar. IUCN kategoriserar arten globalt som livskraftig. Inga underarter finns listade i Catalogue of Life.